# ペテル・トムカ
ペテル・トムカ（Peter Tomka、1956年6月1日 - ）は、スロバキア出身の外交官であり、2018年11月現在国際司法裁判所の判事を務める。

## 経歴
1956年6月1日にスロバキアのバンスカー・ビストリツァに生まれ、プラハ・カレル大学で1979年に法学修士を、1982年にPh.D.を取得した。またウクライナキエフの国際法・国際関係研究所、フランスニース大学の平和発展法研究所、ギリシャテッサロニキの国際公法・国際関係研究所、ハーグ国際法アカデミーでも学んだ。
1986年、チェコスロバキア外務省の法律顧問を務め、1990年には外務省条約局国際公法課長に任命された。その後チェコスロバキアの国連代表部に駐在し、チェコスロバキア解体後はスロバキアの国連代表部次席大使を務め、1994年から1997年まではスロバキアの国連大使となり、国連大使の任を解かれるとスロバキア外務省に戻り1998年まで外務省の条約局長・法律顧問を務めた。1999年から2003年まで再び国連大使に任命され、2003年に国際司法裁判所の判事に任命された。またこの期間、1999年から2002年までの間国連国際法委員会の委員を兼務した。トムカはスロバキア国際法学会の学会員であり、2003年から同学会の名誉総裁に任命されている。またアメリカ国際法学会、ヨーロッパ国際法学会の学会員でもある。
国連総会と国連安保理での選挙をうけ、2003年2月6日には国際司法裁判所(ICJ)の判事に任命された。
ICJ判事を務めるかたわら、2005年には同じくICJ判事であったロザリン・ヒギンズが裁判長を務めたベルギー・オランダ間の鉄のライン鉄道事件仲裁判決の判事を務め、投資紛争解決国際センター(ICSID)によるマレーシアの海難救助企業とマレーシア政府間の紛争処理に際して、ICJ判事であったステファン・シュウェーベルやモハメド・シャハブディーンとともにICSID臨時判事を務めた。2009年にもアメリカ法人とエクアドル政府間のMCI事件のICSID臨時判事を務めた。
トムカは2011年に行われた国連総会と国連安保理によるICJ判事選挙で再選され、ICJ判事としての任期は2021年2月5日まで延期された。また2009年2月6日から2012年2月5日までICJ副所長を、2012年2月6日から2015年2月5日までICJ所長を務めた。